# Oskar Schmerling

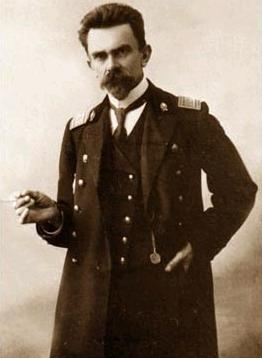
Maler Oscar Schmerling. Foto von Konstantin Zanis, 1906

Oskar Schmerling (georgisch ოსკარ შმერლინგი; russisch Оскар Иванович Шмерлинг; * 1. Julijul. / 13. Juli 1867greg. in Tiflis, Gouvernement Tiflis, Russisches Kaiserreich; † 2. Januar 1938 in Tbilisi, Georgische SSR, UdSSR) war ein georgischer Maler und Grafiker deutscher Herkunft.
Geboren und aufgewachsen ist Schmerling in Georgien. 1884 trat er in die Gravurabteilung der St. Petersburger Kaiserlichen Kunstakademie der Schönen Künste ein. Danach setzte er sein Studium an der Akademie der Bildenden Künste München fort und spezialisierte sich auf die „Schlachtenmalerei“.
Im Jahr 1892, unmittelbar nach seiner Rückkehr nach Tiflis, begann Schmerling zu unterrichten. Er unterrichtete an der Transkaukasischen Mädchen-Lehranstalt. Von 1902 bis 1916 war Oskar Schmerling Direktor der Schule für Malerei und Bildhauerei in der Kaukasischen Gesellschaft zur Förderung der bildenden Künste und ab dem Zeitpunkt der Gründung der Akademie der bildenden Künste in Tiflis war er deren Professor. Seine Schüler waren Lado Gudiaschwili, Ketevan Magalaschvili, Alexander Tsimakuridze und Micheil Tschiaureli.

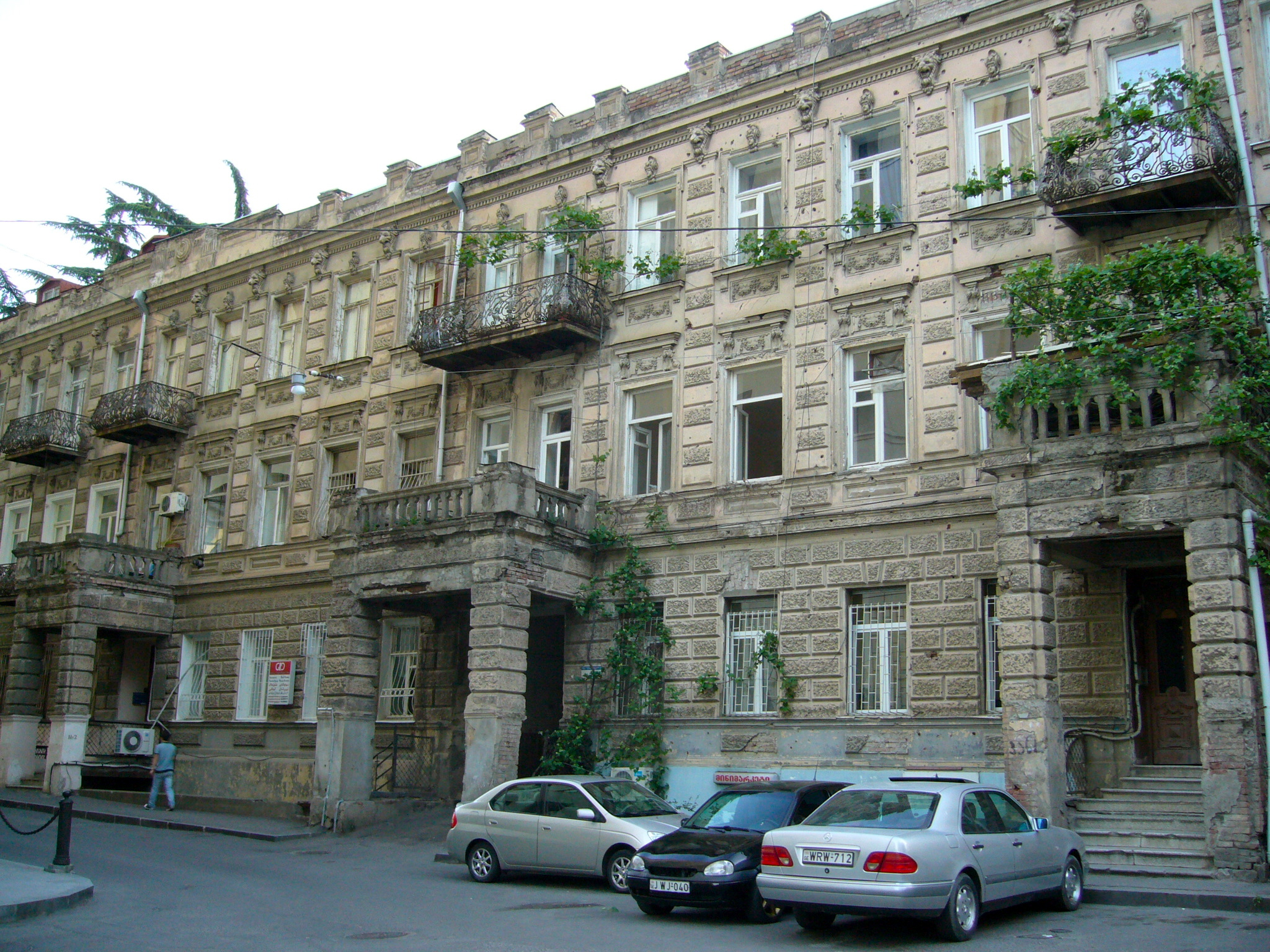
Das Haus, in dem Schmerling in Tiflis lebte

Schmerling beteiligte sich an Ausstellungen der Kaukasischen Gesellschaft zur Förderung der schönen Künste und illustrierte viel georgische Kinderliteratur, z. B das Buch „Deda ena“ (georgisch დედა ენა)  „Muttersprache“ und das erste Lesebuch für öffentliche Schulen von Iakob Gogebaschwili. Vor allem ist er für die Karikaturenserie über das Leben im alten Tiflis in Erinnerung geblieben, die erstmals in den 1910er Jahren in Form von Postkarten veröffentlicht wurde. Er arbeitete mit der populären Zeitschrift „Molla Nasreddin“, die in Aserbaidschanisch in Tiflis in den Jahren 1906–1914 veröffentlicht wurde, und anderen Publikationen zusammen. Schalwa Dadiani, Sandro Schanschiashwili und Ioseb Grischaschwili lobten seine Arbeit und nannten ihn einen Pionier der georgischen Karikatur. Die Kunsthistorikerin René Schmerling (1901–1961) war die Tochter des Künstlers.
Ein digitales Archiv von Schmerlings Werken mit dem Titel Beyond Caricature wird von Naomi Caffee (Portland) und Robert Denis (Tbilisi) kuratiert.